# Deceptive Bends
Deceptive Bends var det femte album fra rock-gruppe 10cc. Det udkom i 1977 og blev et kæmpe-comeback, da de to originale medlemmer fra gruppen: Kevin Godley og Lol Creme forlod bandet.

## Spor
1. "Good Morning Judge"
2. "The Things We Do For Love"
3. "Marriage Bureau Rendezvous"
4. "People In Love"
5. "Modern Man Blues"
6. "Honeymoon With B Troop"
7. "I Bought a Flat Guitar Tutor"
8. "You've Got a Cold"
9. "Feel the Benefit"